# Lista de prefeitos de Americana

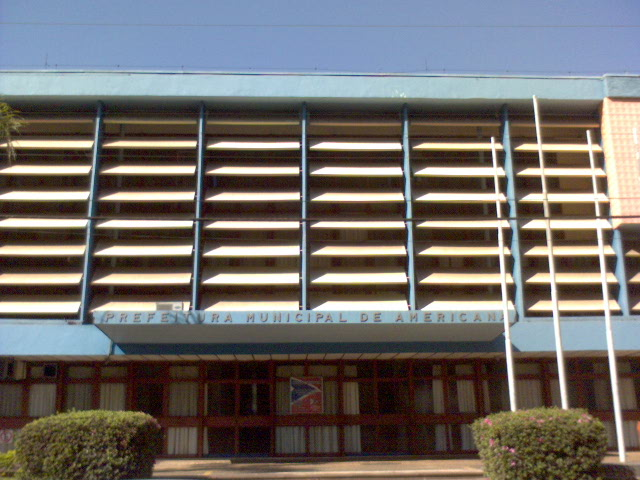
Sede atual da Prefeitura de Americana.

Esta é a lista de prefeitos do município de Americana, estado brasileiro de São Paulo.
O cargo de prefeito foi criado em 11 de abril de 1835, pela assembleia provincial paulista, em reação aos amplos poderes conferidos pelo Código de Processo Criminal de 1832 às câmaras municipais. Seguiram o exemplo paulista seis províncias do nordeste brasileiro (Alagoas, Ceará, Maranhão, Paraíba, Pernambuco e Sergipe).
Sob a vigente ordem constitucional, essa designação é dada ao funcionário público do Poder Executivo municipal, que exerce seu cargo em função de uma legislatura (mandato), sendo para tanto eleito a cada quatro anos, podendo ser reeleito por mais 4 anos (segundo mandato).
Funções
O poder executivo municipal chefia a administração e comanda os serviços públicos, tendo como comandante o prefeito.
A partir da constituição brasileira de 1934, o cargo de prefeito passou a ser o único, em todo o Brasil, ao qual estão atribuídas as funções de chefe do poder executivo do governo local, em simetria aos chefes dos executivos da União e do estado, portanto, em forma monocrática. Este texto quer dizer que deverá haver harmonia e integração de ação entre as esferas envolvidas sem a intervenção de uma na outra, exceto nos casos previstos na Constituição Federal.
Eleições
O prefeito é eleito por sufrágio universal, secreto, direto, em pleito simultâneo em todo o País, realizado a cada quatro anos, no primeiro domingo de outubro.
E trinta dias após tem lugar o segundo turno, se o eleito em primeiro lugar não atingir 50% dos votos válidos mais um voto, no caso de municípios com mais de duzentos mil eleitores.
Conforme a legislação eleitoral atual no Brasil para tornar-se elegível, exige-se uma série de requisitos;
- Possuir nacionalidade brasileira ou portuguesa (neste caso, o cidadão português deve se encontrar amparado pelo Estatuto de Igualdade entre Portugueses e Brasileiros),
- Título de eleitor em dia e estar em gozo pleno do exercício dos direitos políticos,
- Domicilio eleitoral na circunscrição na qual o candidato se apresenta,
- Filiação partidária,
- Ser alfabetizado (tópico invalidado pela atual constituição brasileira de 1988),
- Desincompatibilização de cargo público — Se ocupa um cargo público deve sair seis meses antes das eleições e voltar caso possa só após seis meses ao pleito eleitoral,
- Renúncia de outro mandado até seis meses antes do pleito e não ser parente afim ou consangüíneo, até segundo grau, ou cônjuge de titular de cargo eletivo; pode, entretanto, ser candidato à reeleição (artigo 14 da Constituição),
- Ter idade mínima de 21 anos.

| Nº | Nome                                       | Partido                                          | Início do mandato       | Fim do mandato          | Observações                                                                                                  |
| 1  | Jorge Gustavo Rehder                       | Partido Republicano Paulista PRP                 | 12 de dezembro de 1925  | 6 de agosto de 1927     | Intendente eleito                                                                                            |
| 2  | Angelo Orlando                             | Partido Republicano Paulista PRP                 | 7 de agosto de 1927     | 17 de fevereiro de 1928 | Intendente eleito                                                                                            |
| 3  | Carlos Matthiensen                         | Partido Republicano Paulista PRP                 | 18 de fevereiro de 1928 | 31 de dezembro de 1930  | Intendente eleito                                                                                            |
| 4  | Joaquim Silveira Rosa                      | Partido Republicano Paulista PRP                 | 1º de janeiro de 1931   | 7 de julho de 1931      | assumiu o cargo                                                                                              |
| 5  | Antonio Zanaga                             | Partido Republicano Paulista PRP                 | 8 de julho de 1931      | 10 de março de 1933     | Prefeito nomeado                                                                                             |
| 6  | Erich Rehder                               | Partido Republicano Paulista PRP                 | 11 de março de 1933     | 22 de novembro de 1933  | Prefeito nomeado                                                                                             |
| 7  | Bento de Toledo Rodovalho                  | Partido Republicano Paulista PRP                 | 23 de novembro de 1933  | 29 de julho de 1934     | Prefeito nomeado                                                                                             |
| 8  | Paulo Furini                               | Partido Republicano Paulista PRP                 | 30 de julho de 1934     | 4 de agosto de 1935     | Prefeito nomeado                                                                                             |
| 9  | Leopoldo Viriato de Laboia                 | Partido Republicano Paulista PRP                 | 5 de agosto de 1935     | 18 de outubro de 1936   | Prefeito nomeado                                                                                             |
| 10 | Antonio Zanaga                             | Partido Republicano Paulista PRP                 | 19 de outubro de 1936   | 28 de junho de 1941     | Prefeito eleito                                                                                              |
| 10 | João de Castro Gonçalves                   | Partido Republicano Paulista PRP                 | 29 de junho de 1941     | 14 de novembro de 1946  | Prefeito nomeado                                                                                             |
| 11 | Augusto Jacob                              | Partido Republicano Trabalhista PRT              | 15 de novembro de 1946  | 31 de dezembro de 1946  | assumiu o cargo                                                                                              |
| 12 | Fausto Mantovani                           | União Democrática Nacional UDN                   | 1º de janeiro de 1947   | 31 de maio de 1947      | Prefeito nomeado                                                                                             |
| 13 | Jayme Feola                                | União Democrática Nacional UDN                   | 1º de junho de 1947     | 30 de janeiro de 1948   | assumiu o cargo                                                                                              |
| 14 | Antonio Pinto Duarte                       | Partido Social Democrático PSD                   | 31 de janeiro de 1948   | 30 de janeiro de 1952   | Prefeito eleito                                                                                              |
| 15 | Jorge Arbix                                | Partido Social Progressista PSP                  | 31 de janeiro de 1952   | 30 de janeiro de 1956   | Prefeito eleito                                                                                              |
| 16 | Abrahim Abraham                            | União Democrática Nacional UDN                   | 31 de janeiro de 1956   | 30 de janeiro de 1960   | Prefeito eleito                                                                                              |
| 17 | Cid de Azevedo Marques                     | União Democrática Nacional UDN                   | 31 de janeiro de 1960   | 30 de janeiro de 1964   | Prefeito eleito                                                                                              |
| 18 | Jairo de Azevedo                           | Partido de Representação Popular PRP             | 31 de janeiro de 1964   | 21 de junho de 1964     | Prefeito eleito, posteriormente renunciou                                                                    |
| 19 | João Batista de Oliveira Romano            | Aliança Renovadora Nacional ARENA                | 22 de junho de 1964     | 4 de fevereiro de 1968  | assumiu o cargo                                                                                              |
| 20 | Javert Galassi                             | Aliança Renovadora Nacional ARENA                | 5 de fevereiro de 1968  | 6 de dezembro de 1968   | assumiu o cargo                                                                                              |
| 21 | João Batista de Oliveira Romano            | Aliança Renovadora Nacional ARENA                | 7 de dezembro de 1968   | 30 de janeiro de 1969   | assumiu o cargo                                                                                              |
| 22 | Abdo Najar                                 | Movimento Democrático Brasileiro MDB             | 31 de janeiro de 1969   | 30 de janeiro de 1973   | Prefeito eleito                                                                                              |
| 23 | Ralph Biasi                                | Movimento Democrático Brasileiro MDB             | 31 de janeiro de 1973   | 31 de janeiro de 1977   | Prefeito eleito                                                                                              |
| 24 | Waldemar Tebaldi                           | Movimento Democrático Brasileiro MDB             | 1º de fevereiro de 1977 | 31 de janeiro de 1983   | Prefeito eleito                                                                                              |
| 25 | Carrol Meneghel                            | Partido do Movimento Democrático Brasileiro PMDB | 1º de fevereiro de 1983 | 31 de dezembro de 1988  | Prefeito eleito                                                                                              |
| 26 | Waldemar Tebaldi                           | Partido dos Trabalhadores PT                     | 1º de janeiro de 1989   | 31 de dezembro de 1992  | Prefeito eleito                                                                                              |
| 27 | Frederico Polo Muller                      | Partido do Movimento Democrático Brasileiro PMDB | 1º de janeiro de 1993   | 31 de dezembro de 1996  | Prefeito eleito                                                                                              |
| 28 | Waldemar Tebaldi                           | Partido Democrático Trabalhista PDT              | 1º de janeiro de 1997   | 31 de dezembro de 2000  | Prefeito eleito                                                                                              |
| 28 | Waldemar Tebaldi                           | Partido Democrático Trabalhista PDT              | 1º de janeiro de 2001   | 25 de fevereiro de 2003 | Prefeito reeleito afastado do cargo por problemas de saúde                                                   |
| 29 | Erich Hetzl Júnior                         | Partido Democrático Trabalhista PDT              | 25 de fevereiro de 2003 | 31 de dezembro de 2004  | assumiu o cargo                                                                                              |
| 29 | Erich Hetzl Júnior                         | Partido Democrático Trabalhista PDT              | 1º de janeiro de 2005   | 31 de dezembro de 2008  | Prefeito reeleito                                                                                            |
| 30 | Diego De Nadai                             | Partido da Social Democracia Brasileira PSDB     | 1º de janeiro de 2009   | 31 de dezembro de 2012  | Prefeito eleito                                                                                              |
| 30 | Diego De Nadai                             | Partido da Social Democracia Brasileira PSDB     | 1º de janeiro de 2013   | 3 de julho de 2014      | Prefeito reeleito cassado o mandato por decisão judicial                                                     |
| —  | Paulo Sérgio Vieira Neves, Paulo Chocolate | Partido Social Cristão PSC                       | 4 de julho de 2014      | 24 de julho de 2014     | Presidente da Câmara Municipal                                                                               |
| —  | Diego De Nadai                             | Partido da Social Democracia Brasileira PSDB     | 25 de julho de 2014     | 19 de outubro de 2014   | Prefeito reeleito reassume o mandato por decisão judicial, e cassado novamente por decisão definitiva do TSE |
| —  | Paulo Sérgio Vieira Neves, Paulo Chocolate | Partido Social Cristão PSC                       | 31 de dezembro de 2014  | 8 de janeiro de 2015    | Presidente da Câmara Municipal                                                                               |
| —  | Pedro do Nascimento Júnior, Pedro Peol     | Partido Verde PV                                 | 1° de janeiro de 2015   | 8 de janeiro de 2015    | Presidente da Câmara Municipal                                                                               |
| 31 | Omar Najar                                 | Partido do Movimento Democrático Brasileiro PMDB | 9 de janeiro de 2015    | 31 de dezembro de 2016  | Prefeito eleito em eleição suplementar de 07.12.2014                                                         |
| 31 | Omar Najar                                 | Partido do Movimento Democrático Brasileiro PMDB | 1º de janeiro de 2017   | 31 de dezembro de 2020  | Prefeito reeleito                                                                                            |
| 32 | Chico Sardelli                             | Partido Verde PV                                 | 1º de janeiro de 2021   | 31 de dezembro de 2024  | Prefeito eleito                                                                                              |
| 32 | Chico Sardelli                             | Partido Liberal PL                               | 1° de janeiro de 2025   | Atualidade              | Prefeito reeleito                                                                                            |